# Пољанак
Пољанак је насељено мјесто у Лици. Припада општини Плитвичка Језера, у Личко-сењској жупанији, Република Хрватска.

## Географија
Пољанак је удаљен око 25 км сјеверно од Коренице.

## Историја
Пољанак се од распада Југославије до августа 1995. године налазио у Републици Српској Крајини. До територијалне реорганизације у Хрватској насеље се налазило у саставу бивше велике општине Кореница.

## Становништво
Према попису из 1991. године, насеље Пољанак је имало 160 становника. Према попису становништва из 2001. године, Пољанак је имао 67 становника. Према попису становништва из 2011. године, насеље Пољанак је имало 98 становника.
| Демографија | Демографија | Демографија |
| Година      | Становника  | Становника  |
| ----------- | ----------- | ----------- |
| 1948.       | 217         |             |
| 1953.       | 229         |             |
| 1961.       | 201         |             |
| 1971.       | 186         |             |
| 1981.       | 209         |             |
| 1991.       | 160         |             |
| 2001.       | 67          |             |
| 2011.       |             | 98          |